# Noa Risbro Hjerrild
Noa Viktor Risbro Hjerrild, ofte krediteret som Noa Risbro Hjerrild (født 20. juni 2002 i Odense) er en dansk skuespiller. Han startede som 9-årig som barneskuespiller ved H.C. Andersen Festspillene i Odense. Han har blandt andet medvirket i Kontra, hvor han spillede Sebastian, og i Glasskår, hvor han spillede hovedrollen som Tobias.

## Levnedsløb
Noa Risbro Hjerrild startede i skuespillerfaget som 9-årig i H.C. Andersen Festspillene i Odense i 2011, dog i en rolle uden replikker. I de følgende år medvirkede han i flere børneroller i festspillene og på Odense Teater. Som 14-årig fik han hovedrollen som Klods-Hans i festspillene. Ved den lejlighed fortalte han TV 2 Fyn, at han var sikker på, at han ville være skuespiller som voksen.

## Roller

### TV
- Nordland '99 (2022) - Kris (8 episoder)

### Film
- Glasskår (2025) - Tobias
- Kontra (2024) - Sebastian
- Helt Væk (2024) - Lukas
- Oktoberdreng (2018, kortfilm) - Mads
- Halskæden (2016, kortfilm) - Lucas